# Jægersborg Dyrehave

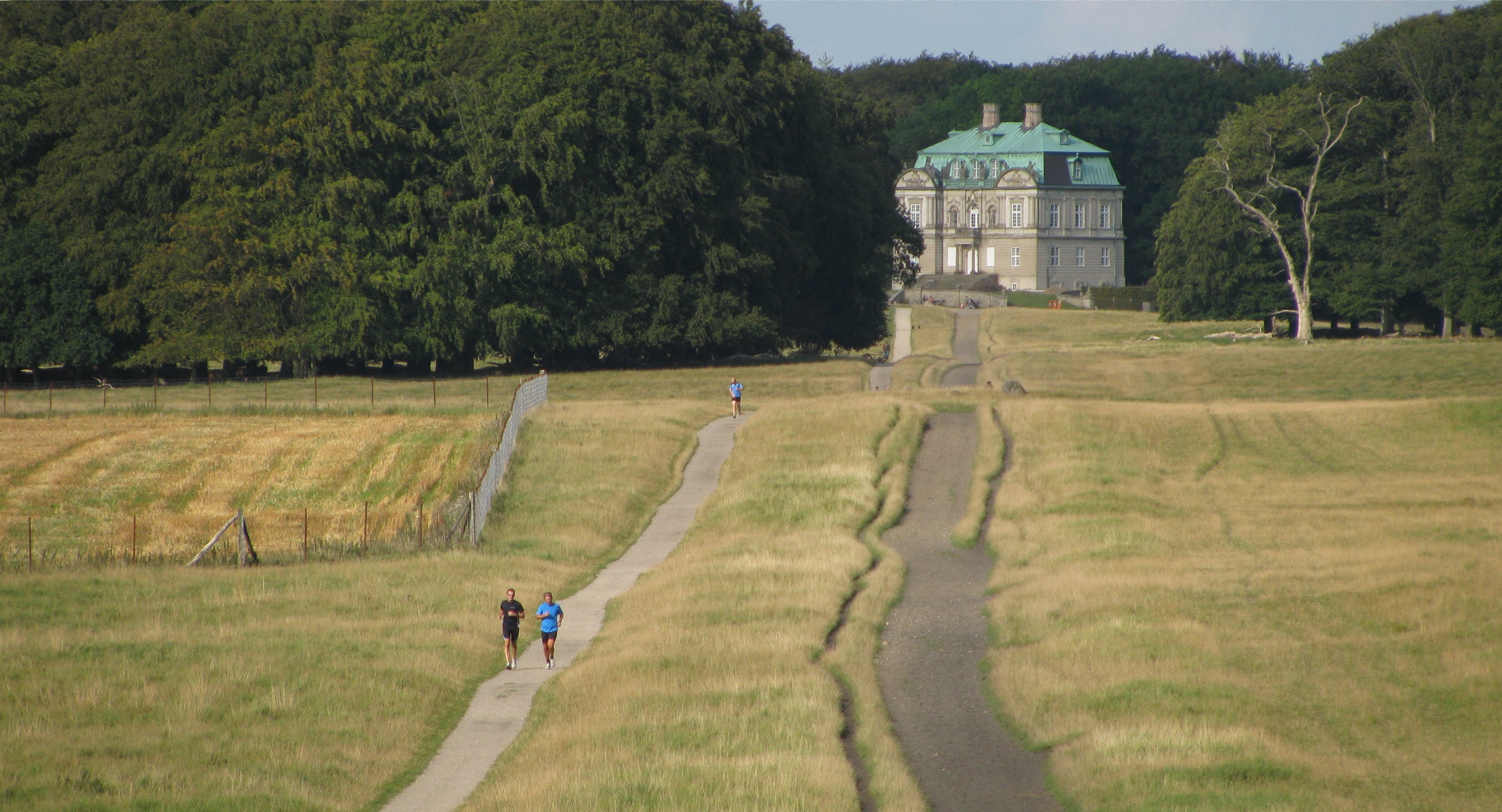
Eremitageslottet

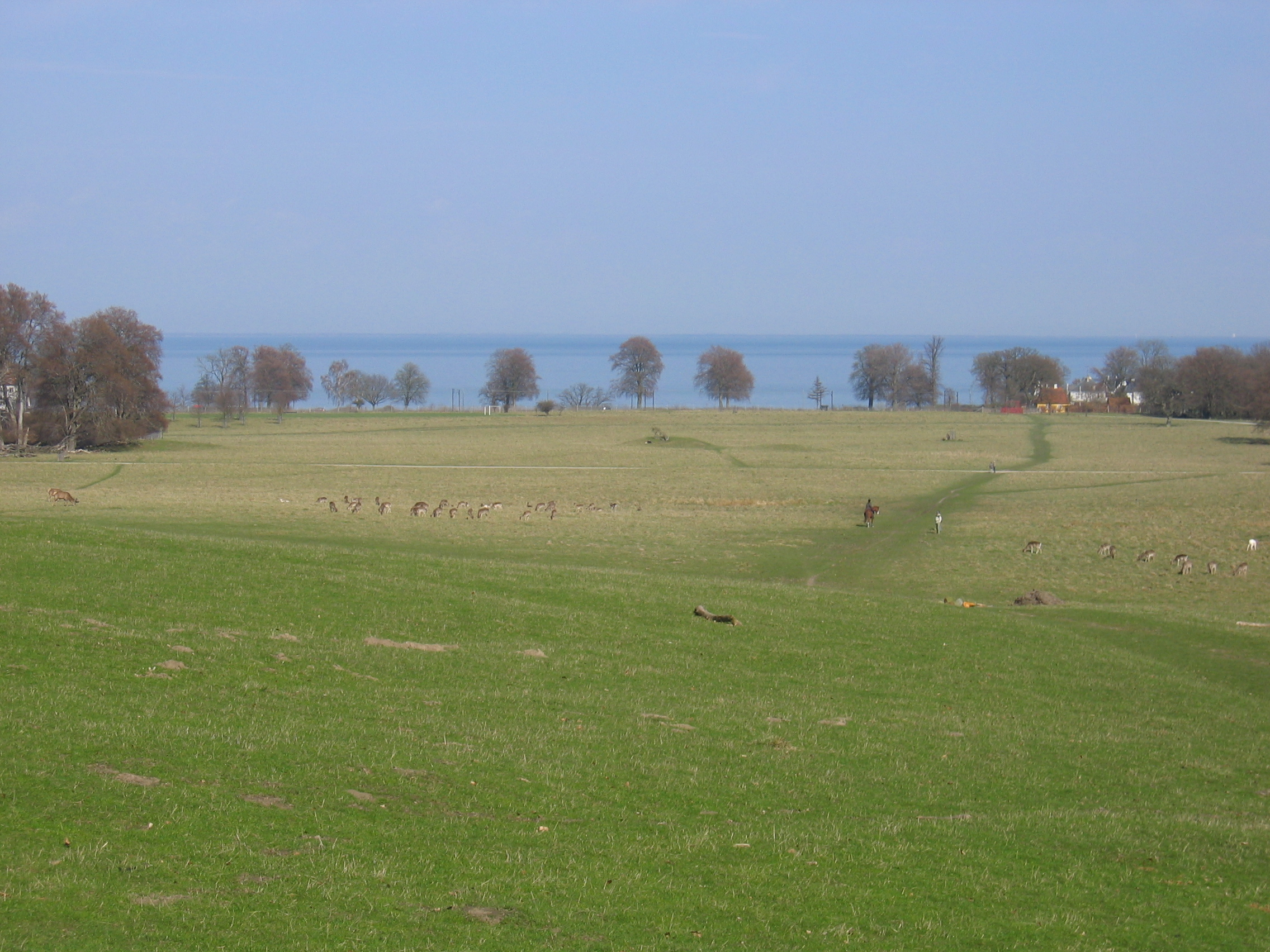
Eremitagesletten mit Öresund im Hintergrund

Jægersborg Dyrehave (dt. Jægersborg Hirschpark) ist ein Park im Norden von Kopenhagen und seit Juli 2015 ein Teil des UNESCO-Weltkulturerbes Parforce-Jagdlandschaft Nordseeland. 
Der etwa elf Quadratkilometer große Park beherbergt 2000 Hirsche. Davon sind 300 Rothirsche, 1600 Damhirsche und 100 Sikahirsche. Der Dyrehave besteht zum größten Teil aus Naturwald. In der Mitte liegt das zur Zeit Christian VI. gebaute Eremitageslottet, knapp 500 Meter östlich vom Eremitageslot liegt das Trainingsgelände des Fußballclubs Taarbæk IF. Im Süden des Parkes liegt der Vergnügungspark Dyrehavsbakken, im Norden der Golfplatz des Københavns Golf Klubs.
Neben 80 Vorzeitdenkmäler wie dem Langdysse Tingstedet befinden sich hier über 60 Grabhügel (Tvillingehøje), einige Schalensteine und drei Steinkisten.
Ein Teil des Parks wurde von Dänemark als FFH-Gebiet gemeldet und ist somit Teil des europäischen Schutzgebietsnetzwerks Natura 2000. Als Schutzziel sind dabei unter anderem die großflächigen Borstgrasrasen, die naturnahen Buchenwälder sowie das Vorkommen der drei Anhang-II-Arten Bauchige Windelschnecke, Stellas Pseudoskorpion (Anthrenochernes stellae) und Nördlicher Kammmolch genannt.